# Aquilaria sinensis
Aquilaria sinensis (Lour.) Spreng., 1825 è una pianta medicinale della famiglia Thymelaeaceae. È endemica della Cina e minacciata dalla perdita di habitat.
Da questa pianta si ricava un legno fragrante, che si forma durante una condizione patologica, chiamata chen xiang (cinese: 沈香) o agarwood.

## Descrizione

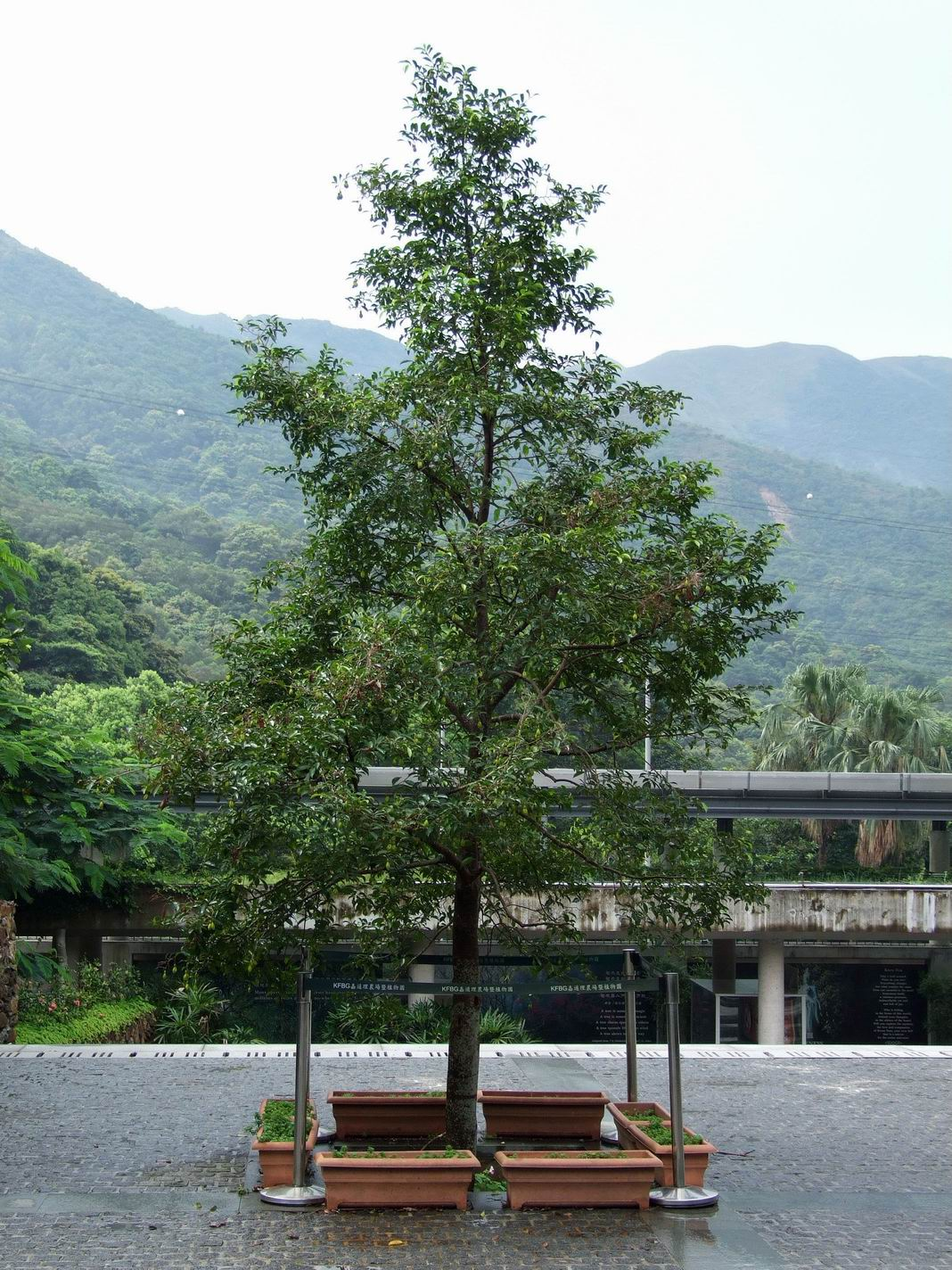
Habitus
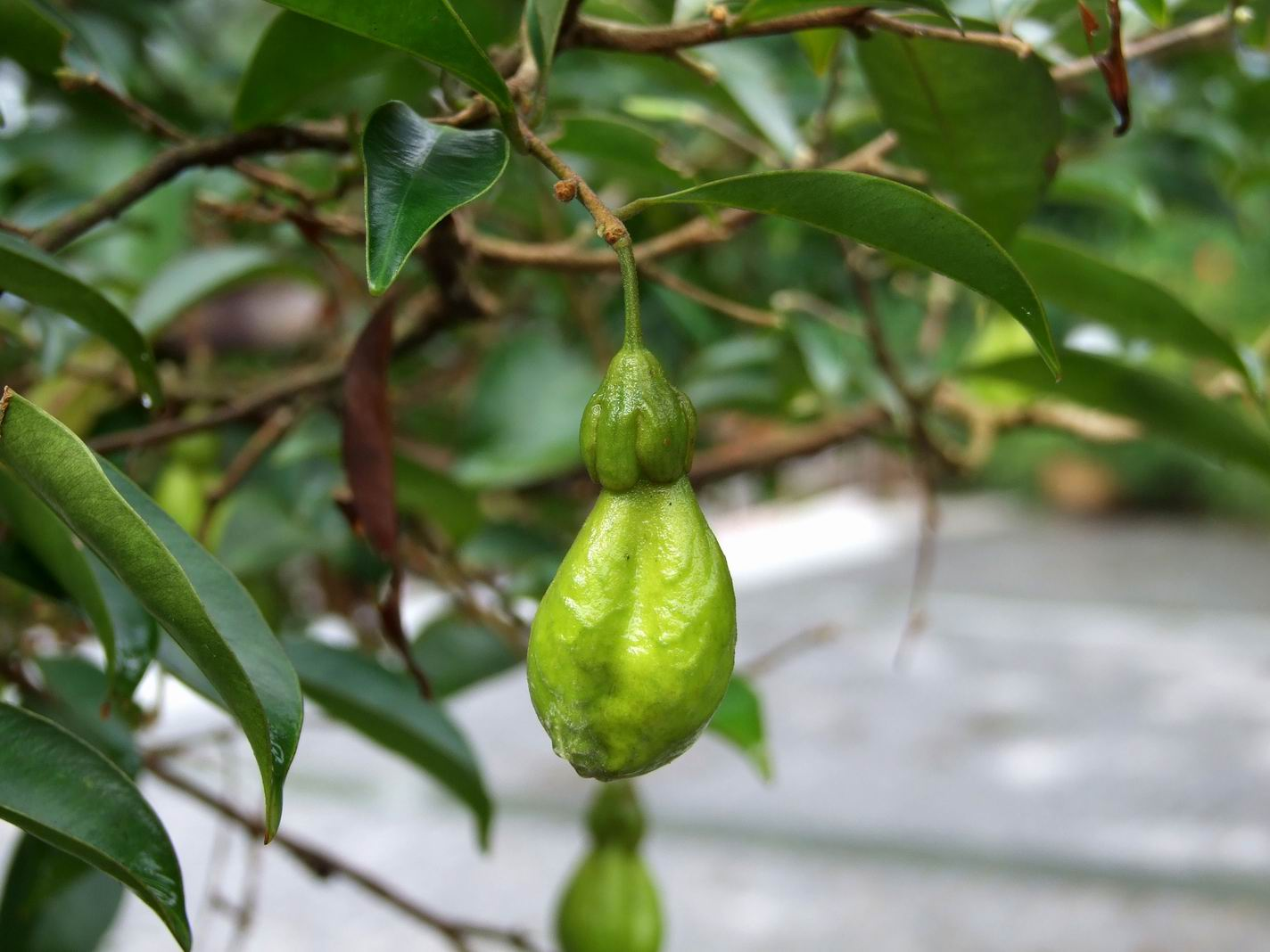
Frutti
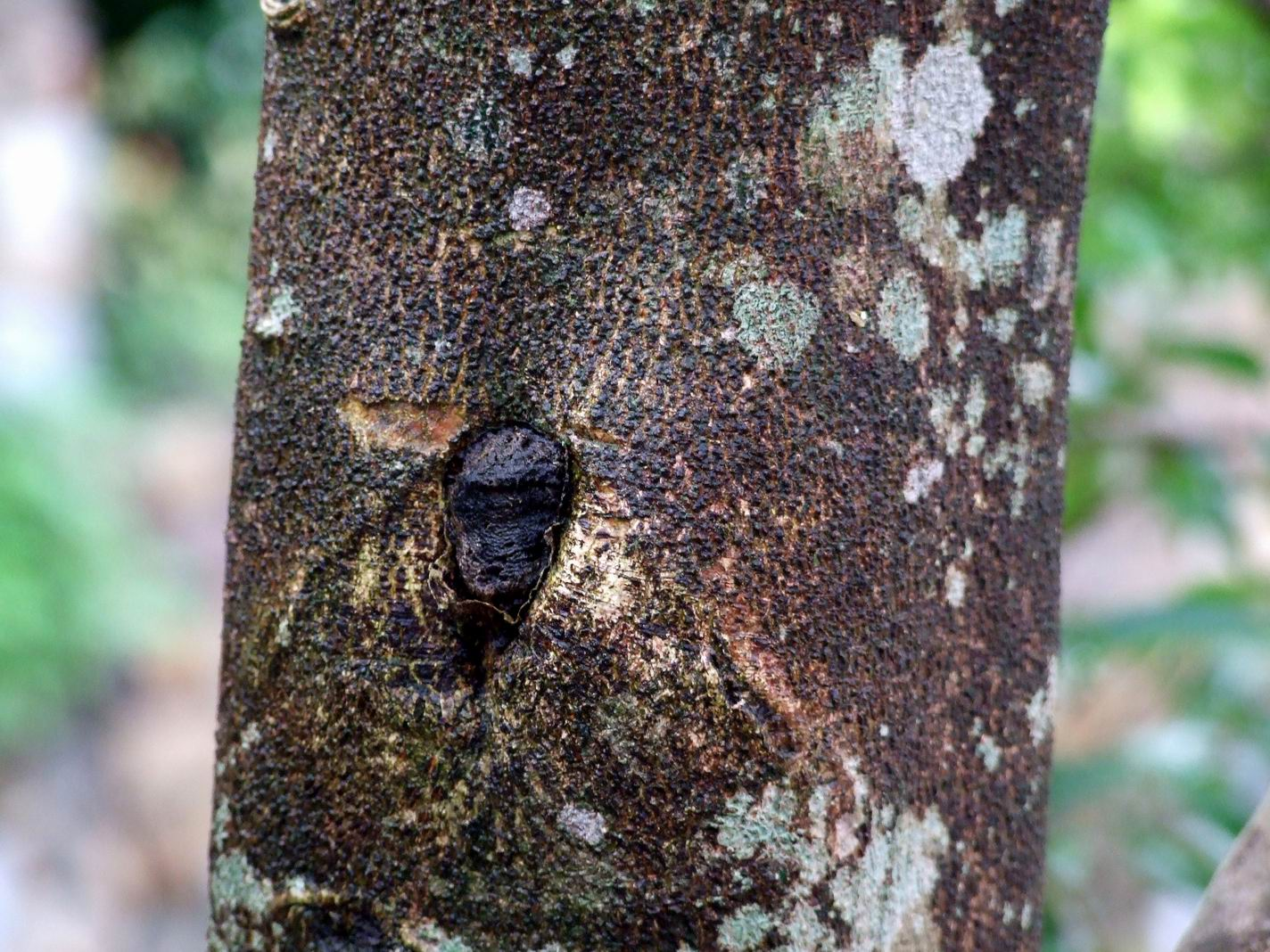
Corteccia

## Distribuzione e habitat
La specie è un endemismo del sud-est della Cina (Fujian, Hainan, Guangdong, Guangxi e Yunnan)

## Conservazione
La Lista rossa IUCN classifica Aquilaria sinensis come specie vulnerabile.

## Usi

### Usi medicinali
L'A. sinensis è una medicina tradizionale del popolo Yi. È un lassativo, il cui ingrediente attivo è il genkwanin 5-O-beta-primeveroside. Può combattere anche il dolore e l'infiammazione.